# 城巴95C線
城巴95C線是香港島一條來往鴨脷洲邨／鴨脷洲（利景街）及置富花園的巴士路線，途經海怡半島、香港仔，是城巴對付中華巴士短途線的主要武器，令前新巴的95（現已取消）、95A（現已取消）、338（現已取消）、595客量下跌，也為置富花園居民提供首條每天全日往來香港仔的區內線服務。
城巴95P線為95C的特別班次，逢星期一至五上課日下午單向由田灣邨開出兩班往鴨脷洲邨。

## 歷史
- 1997年5月5日，95C線投入服務，以配合置富花園部份巴士路線重組。
- 2002年5月6日：95P線投入服務，只在上課日放學時段服務。
- 2004年12月6日：95P線提供上午繁忙時間單向服務。
- 2008年9月1日：95P線取消上午繁忙時間服務。
- 2011年11月16日：受港鐵南港島綫工程影響，鴨脷洲總站臨時遷往海怡半島（美康閣），為期一年。
- 2016年8月30日：每日22:00後開出的班次，恢復來回不經海怡路之安排[1]。
- 2016年9月18日：95C線往置富方向於抵達香港仔大道後，改經洛陽街及東勝道後返回香港仔大道原有路線，並於洛陽街油站對面增設分站，同時取消香港仔市政大廈及東勝道湖北街分站
- 2018年3月26日：增設實時抵站時間查詢服務。
- 2024年4月7日：95C線作出以下改動，配合95線取消服務：[2]
  - 星期一至六05:00、05:20、05:40增設於洛陽街折返鴨脷洲的短途班次
  - 星期一至六06:30-20:27延長路線至利南道工業區
  - 取消晚上不經海怡路安排
  - 新增與595線的轉乘優惠

## 服務時間及班次
95C
| 鴨脷洲邨／鴨脷洲（利南道）開 | 鴨脷洲邨／鴨脷洲（利南道）開 | 鴨脷洲邨／鴨脷洲（利南道）開 | 鴨脷洲邨／鴨脷洲（利南道）開 | 鴨脷洲邨／鴨脷洲（利南道）開 |
| 日期                         | 服務時間                     | 班次（分鐘）                 | 起點站                       | 終點站                       |
| ---------------------------- | ---------------------------- | ---------------------------- | ---------------------------- | ---------------------------- |
| 星期一至五                   | 05:55、06:15                 | 05:55、06:15                 | 鴨脷洲邨                     | 利南道工業區                 |
| 星期一至五                   | 06:30                        | 06:30                        | 利南道工業區                 | 利南道工業區                 |
| 星期一至五                   | 06:47-12:07                  | 20                           | 利南道工業區                 | 利南道工業區                 |
| 星期一至五                   | 12:07-14:07                  | 15                           | 利南道工業區                 | 利南道工業區                 |
| 星期一至五                   | 14:07-16:07                  | 20                           | 利南道工業區                 | 利南道工業區                 |
| 星期一至五                   | 16:07-17:07                  | 15                           | 利南道工業區                 | 利南道工業區                 |
| 星期一至五                   | 17:07-19:07                  | 20                           | 利南道工業區                 | 利南道工業區                 |
| 星期一至五                   | 19:27-20:27                  | 20                           | 利南道工業區                 | 鴨脷洲邨                     |
| 星期一至五                   | 20:45-21:20                  | 17/18                        | 鴨脷洲邨                     | 鴨脷洲邨                     |
| 星期一至五                   | 21:20-00:00                  | 20                           | 鴨脷洲邨                     | 鴨脷洲邨                     |
| 星期六                       | 05:55、06:15                 | 05:55、06:15                 | 鴨脷洲邨                     | 利南道工業區                 |
| 星期六                       | 06:30-09:50                  | 20                           | 利南道工業區                 | 利南道工業區                 |
| 星期六                       | 09:50-13:50                  | 12                           | 利南道工業區                 | 利南道工業區                 |
| 星期六                       | 13:50-14:50                  | 15                           | 利南道工業區                 | 利南道工業區                 |
| 星期六                       | 14:50-18:50                  | 20                           | 利南道工業區                 | 利南道工業區                 |
| 星期六                       | 19:07                        |                              | 利南道工業區                 | 利南道工業區                 |
| 星期六                       | 19:27-20:27                  | 20                           | 利南道工業區                 | 鴨脷洲邨                     |
| 星期六                       | 20:45-21:20                  | 17/18                        | 鴨脷洲邨                     | 鴨脷洲邨                     |
| 星期六                       | 21:20-00:00                  | 20                           | 鴨脷洲邨                     | 鴨脷洲邨                     |
| 星期日及公眾假期             | 05:55-08:55                  | 20                           | 鴨脷洲邨                     | 鴨脷洲邨                     |
| 星期日及公眾假期             | 08:55-11:55                  | 15                           | 鴨脷洲邨                     | 鴨脷洲邨                     |
| 星期日及公眾假期             | 11:55-13:55                  | 12                           | 鴨脷洲邨                     | 鴨脷洲邨                     |
| 星期日及公眾假期             | 13:55-14:55                  | 15                           | 鴨脷洲邨                     | 鴨脷洲邨                     |
| 星期日及公眾假期             | 14:55-20:55                  | 20                           | 鴨脷洲邨                     | 鴨脷洲邨                     |
| 星期日及公眾假期             | 20:55-21:47                  | 17/18                        | 鴨脷洲邨                     | 鴨脷洲邨                     |
| 星期日及公眾假期             | 22:07、22:23                 |                              | 鴨脷洲邨                     | 鴨脷洲邨                     |
| 星期日及公眾假期             | 22:40-00:00                  | 20                           | 鴨脷洲邨                     | 鴨脷洲邨                     |

特別班次（鴨脷洲邨↺香港仔（洛陽街））
- 星期一至六：05:00、05:20、05:40

星期日及公眾假期不設服務
95P
- 田灣邨開：
  - 星期一至五上課日：15:30、15:45

星期六、日、公眾假期及學校假期不設服務

## 收費
全程：$4.0
- 香港仔海濱公園往置富花園（只適用於95C線）／聖伯多祿堂往鴨脷洲邨/利南道工業區：$3.8
- 置富徑往鴨脷洲邨/利南道工業區：$4.0（只適用於95C線）

| - 本線設有12歲以下小童及65歲或以上長者半價優惠。 - 65歲或以上香港居民使用「樂悠咭」，以及12歲以下合資格殘疾兒童使用「殘疾人士身份」個人八達通繳付車資，均可享有每程$2.0或半價（以較低者為準）的票價優惠；12至64歲合資格殘疾人士使用「殘疾人士身份」個人八達通（包括「樂悠咭」），以及60至64歲香港居民使用「樂悠咭」繳付車資，均可享有每程$2.0或全費（以較低者為準）的票價優惠。 - 65歲或以上長者如使用長者或一般個人八達通繳付車資，則只可享有半價優惠；12至64歲合資格殘疾人士如不使用「殘疾人士身份」個人八達通，以及60至64歲人士如不使用「樂悠咭」繳付車資，必須繳付全費。 - 乘客可以現金或八達通於上車時付款，不設找續。 - 每位成人乘客可免費攜帶最多兩名4歲以下而不佔座位的兒童乘客乘車，超額之4歲以下小童必須繳付小童車費乘車。 - 九龍巴士、城巴及龍運巴士全職員工及家屬（不包括外判職員）可免費乘搭本路線，惟必須拍職員或職員家屬八達通。 - 乘客亦可使用AlipayHK「易乘碼」、支付寶、WeChatHK／微信支付「搭車碼」、銀聯雲閃付「乘車碼」及BOC Pay「乘車碼」、具有感應式支付功能的VISA、Mastercard及銀聯卡，以及Apple Pay、Google Pay及Samsung Pay流動支付平台繳付車資。使用此支付方式的乘客可享有中途下車之分段收費，以及與其他城巴獨營路線或聯營線城巴班次之轉乘優惠，惟不適用於與非城巴路線之轉乘優惠。乘客亦不能享有「公共交通費用補貼計劃」及「長者及合資格殘疾人士公共交通票價優惠計劃」。 |

### 八達通轉乘優惠
乘客登上95C線後指定時間內以同一張八達通卡轉乘以下路線，或從以下路線登車後指定時間內以同一張八達通卡轉乘95C線，次程可獲車資折扣優惠：
95C←→73，次程可獲$2折扣優惠，轉乘時限為90分鐘
- 95C任何方向 → 73往赤柱
- 73往數碼港 → 95C任何方向

95C←→973
- 95C往置富花園 → 973往尖沙咀，回贈首程車資，轉乘時限為90分鐘
- 973往赤柱 → 95C往鴨脷洲邨/利南道工業區，次程車資全免，轉乘時限為120分鐘

## 使用車輛
現時行駛於95C線多為亞歷山大丹尼士Enviro 400（70XX）、亞歷山大丹尼士Enviro 500 MMC（91XX）及富豪B9TL 11.3米（95XX）。

### 車務安排
鑒於鴨脷洲（利南道工業區）總站位置偏僻，交通不便，故本線安排車長於鴨脷洲邨進行交更或用膳。駕駛本線車長於下班或用膳前返抵利南道工業區後，仍須駕駛巴士前往置富並沿途載客直至鴨脷洲邨，才由另一車長接續駕駛。因此，往置富方向部分班次或須於鴨脷洲邨稍作停留，以便車長交接，交接期間乘客可逗留在車上。

## 行車路線
95C
經：利景街、利南道、怡南路、海怡路、鴨脷洲橋道、鴨脷洲邨巴士總站、鴨脷洲橋道、鴨脷洲大橋、香港仔海傍道、天橋、香港仔大道、洛陽街、東勝道、香港仔大道、天橋、香港仔海傍道、石排灣道、薄扶林道、置富道、利牧徑、薄扶林道、石排灣道、香港仔海傍道、香港仔大道、鴨脷洲大橋、鴨脷洲橋道、怡南路、海怡路、鴨脷洲橋道、鴨脷洲邨巴士總站、鴨脷洲橋道、利南道、利興街及利景街。
斜體字之路段祇限往返利南道工業區的班次駛經。
95P
經：田灣街、田灣山道、石排灣道、香港仔海傍道、香港仔大道、鴨脷洲大橋、鴨脷洲橋道、鴨脷洲徑、利東邨道、鴨脷洲徑、鴨脷洲橋道、怡南路、海怡路及鴨脷洲橋道。

### 沿線車站
95C
| 1                  | 鴨脷洲（利景街）   | 鴨脷洲（利南道工業區）巴士總站 |
| 2                  | 利景街             | 利南道                         |
| 3                  | 凱玥               | 利南道                         |
| 4                  | 蜆殼新鴨脷洲油庫   | 利南道                         |
| *                  | 鴨脷洲邨           | 鴨脷洲邨巴士總站               |
| *                  | 鴨脷洲橋道遊樂場   | 利南道                         |
| 5                  | 海怡半島美暉閣     | 海怡路                         |
| 6                  | 海怡半島海韻閣     | 海怡路                         |
| 7                  | 鴨脷洲邨利澤樓     | 鴨脷洲橋道                     |
| 8                  | 鴨脷洲邨           | 鴨脷洲邨巴士總站               |
| 9                  | 利枝道             | 鴨脷洲橋道                     |
| 10                 | 鴨脷洲徑           | 鴨脷洲橋道                     |
| 鴨脷洲大橋         |                    |                                |
| 11                 | 逸港居             | 香港仔海旁道                   |
| 12                 | 香港仔海濱公園     | 香港仔海旁道                   |
| 香港仔大道行車天橋 |                    |                                |
| 13                 | 洛陽街             | 洛陽街                         |
| 14                 | 漁暉道             | 香港仔大道                     |
| 香港仔大道行車天橋 |                    |                                |
| 15                 | 香港仔魚類批發市場 | 香港仔海旁道                   |
| 16                 | 田灣街             | 香港仔海旁道                   |
| 17                 | 華富道             | 石排灣道                       |
| 18                 | 余振強紀念第二中學 | 薄扶林道                       |
| 19                 | 置富徑             | 置富道                         |
| 20                 | 置富花園1-7座      | 置富道                         |
| 21                 | 置富南區廣場       | 置富道                         |
| 22                 | 置富花園網球場     | 置富道                         |
| 23                 | 余振強紀念第二中學 | 薄扶林道                       |
| 24                 | 華富道             | 石排灣道                       |
| 25                 | 田灣街             | 石排灣道                       |
| 26                 | 聖伯多祿堂         | 香港仔大道                     |
| 27                 | 漁暉道             | 香港仔大道                     |
| 28                 | 業漁大廈           | 香港仔大道                     |
| 鴨脷洲大橋         |                    |                                |
| 29                 | 鴨脷洲徑           | 鴨脷洲橋道                     |
| 30                 | 利枝道             | 鴨脷洲橋道                     |
| 31                 | 御庭園             | 鴨脷洲橋道                     |
| 32                 | 海怡半島怡韻閣     | 海怡路                         |
| 33                 | 海怡半島海韻閣     | 海怡路                         |
| 34                 | 鴨脷洲邨           | 鴨脷洲邨巴士總站               |
| 35                 | 鴨脷洲橋道遊樂場   | 利南道                         |
| 36                 | 凱玥               | 利南道                         |
| 37                 | 新海怡廣場         | 利南道                         |
| 38                 | 鴨脷洲（利景街）   | 鴨脷洲（利南道工業區）巴士總站 |

備註

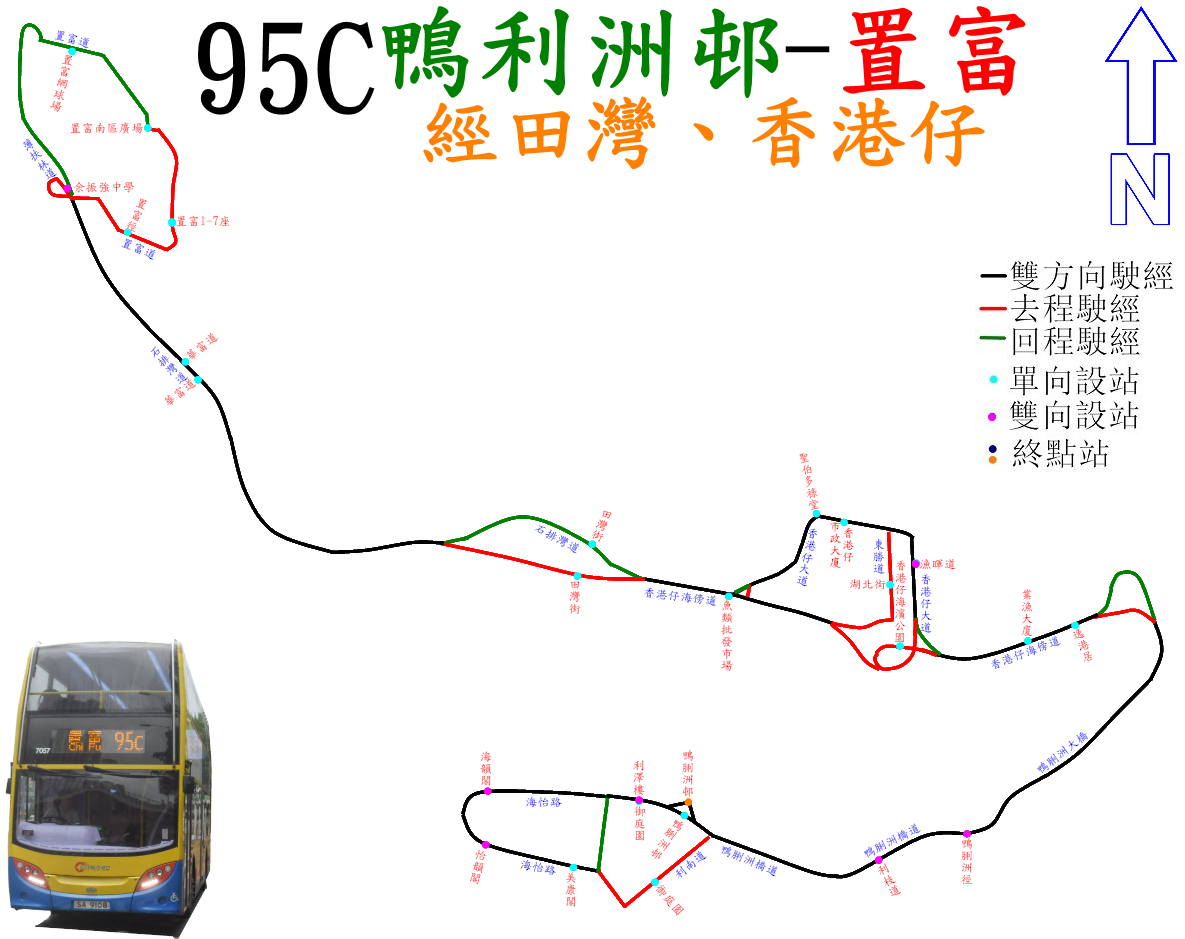
本線的走線圖

1. 特別班次（鴨脷洲邨↺香港仔（洛陽街））停靠第5-13、27-34及有 * 號之車站
2. 逢星期一至六（公眾假期除外）05:55-06:15開出的班次，停靠第5-38及有 * 號之車站

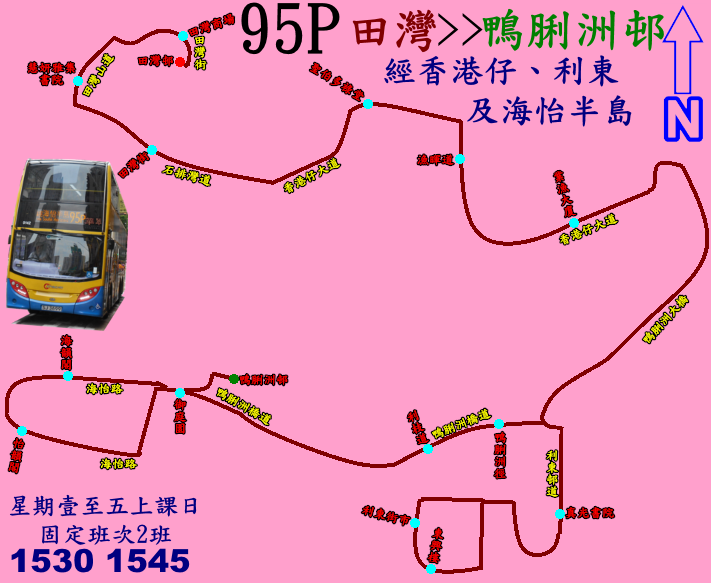
95P線的走線圖

3. 逢星期一至六（公眾假期除外）19:27-20:27開出的班次，停靠第1-34號車站
4. 逢星期一至六（公眾假期除外）20:45至尾班車為止及星期日至公眾假期全日開出的班次，停靠第5-34及有 * 號之車站

95P
| 1          | 田灣邨         | 田灣邨公共運輸交匯處 |
| 2          | 田灣商場       | 田灣街               |
| 3          | 耀中幼教學院   | 田灣山道             |
| 4          | 田灣街         | 石排灣道             |
| 5          | 聖伯多祿堂     | 香港仔大道           |
| 6          | 漁暉道         | 香港仔大道           |
| 7          | 業漁大廈       | 香港仔大道           |
| 鴨脷洲大橋 |                |                      |
| 8          | 香港真光書院   | 利東邨道             |
| 9          | 利東邨東興樓   | 利東邨道             |
| 10         | 利東街市       | 利東邨道             |
| 11         | 鴨脷洲徑       | 鴨脷洲橋道           |
| 12         | 利枝道         | 鴨脷洲橋道           |
| 13         | 御庭園         | 鴨脷洲橋道           |
| 14         | 海怡半島怡韻閣 | 海怡路               |
| 15         | 海怡半島海韻閣 | 海怡路               |
| 16         | 鴨脷洲邨       | 鴨脷洲邨巴士總站     |

## 外部連結
- 新巴/城巴95C線官方路線資料 （页面存档备份，存于）
- 新巴/城巴95P線官方路線資料 （页面存档备份，存于）
- 681巴士總站 城巴95C線 （页面存档备份，存于）
- 681巴士總站 城巴95P線 （页面存档备份，存于）